# Bataafsche Import Maatschappij
De N.V. Bataafsche Import Maatschappij (BIM) was het centrale verkoopkantoor voor Nederland, in Den Haag, van de eindproducten van het olieconcern Koninklijke/Shell.

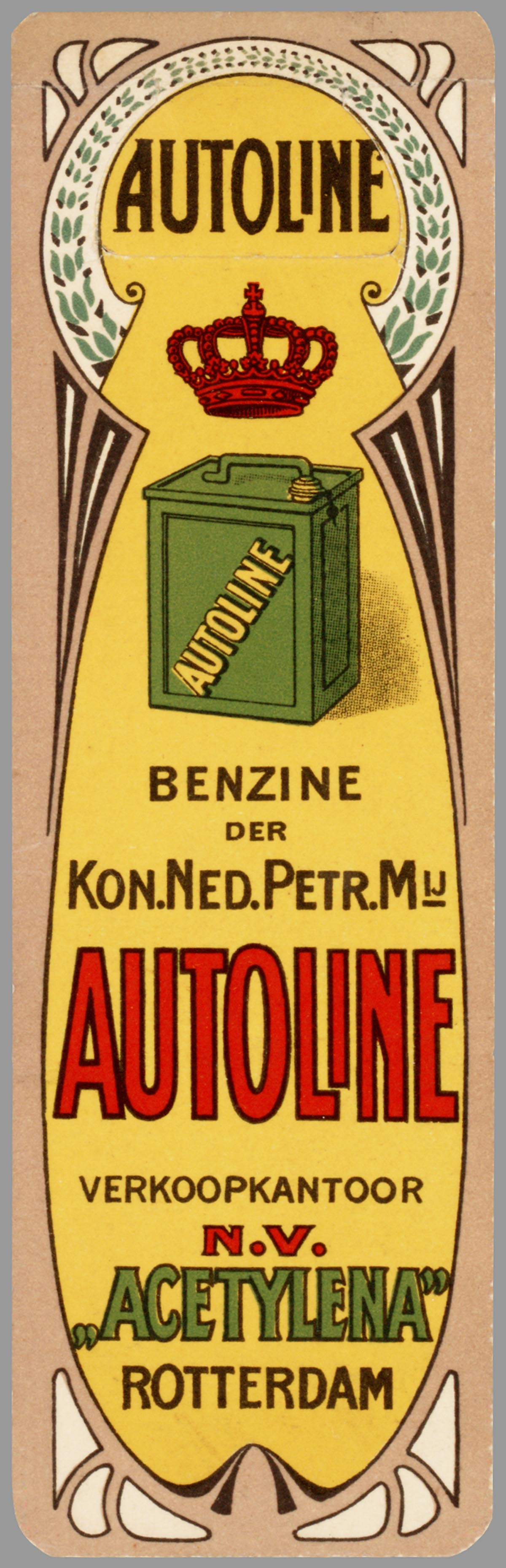
Boekenlegger van Acetylena

Het bedrijf was onder de naam N.V. Acetylena in 1907 opgericht door de Koninklijke Nederlandsche Petroleum Maatschappij (bekend als Koninklijke Olie). Aanvankelijk was het bedrijf in Rotterdam gevestigd en werd benzine verkocht onder de merknaam Autoline. In 1916 verhuisde Acetylena naar de Carel van Bylandtlaan in Den Haag naast het zusterbedrijf Bataafsche Petroleum Maatschappij (BPM). In 1925 werd de naam van Acetylena veranderd in Bataafsche Import Maatschappij. Sinds dat jaar werden alle producten van de Koninklijke/Shell/BIM in Nederland verkocht onder de merknaam Shell.
In de jaren '30 breiden de activiteiten van beide maatschappijen zich uit en werd besloten dat de B.I.M. zou verhuizen, zodat de BPM haar gebouw kon overnemen. In 1938 kreeg de architect J.J.P. Oud de opdracht om een nieuw gebouw te ontwerpen aan de Wassenaarseweg. Door oorlog en de bezetting van Nederland duurde het nog tot 1946 voor het nieuwe gebouw klaar was. De naam van de Bataafsche Import Maatschappij is vooral bekend gebleven door dit modernistische hoofdkantoor van de BIM. Het kantoorgebouw wordt tegenwoordig door Ernst & Young gebruikt, maar ernaast staat een tankstation van Shell.
De Bataafsche Import Maatschappij is uiteindelijk opgegaan in Shell Nederland NV, later de Shell Nederland Verkoopmaatschappij. Het acroniem BIM is blijven bestaan als naam van een keten van tankstations, vooral in het oosten en noordoosten van Nederland. In 2004 verkocht Shell deze, toen nog ruim vijftig, tankstations aan Gulf Oil. Het laatste BIM-station, dat deze naam bleef gebruiken stond in Groningen, maar dit was oorspronkelijk gebouwd voor Esso en het voerde sinds 2008 de naam Gulf.

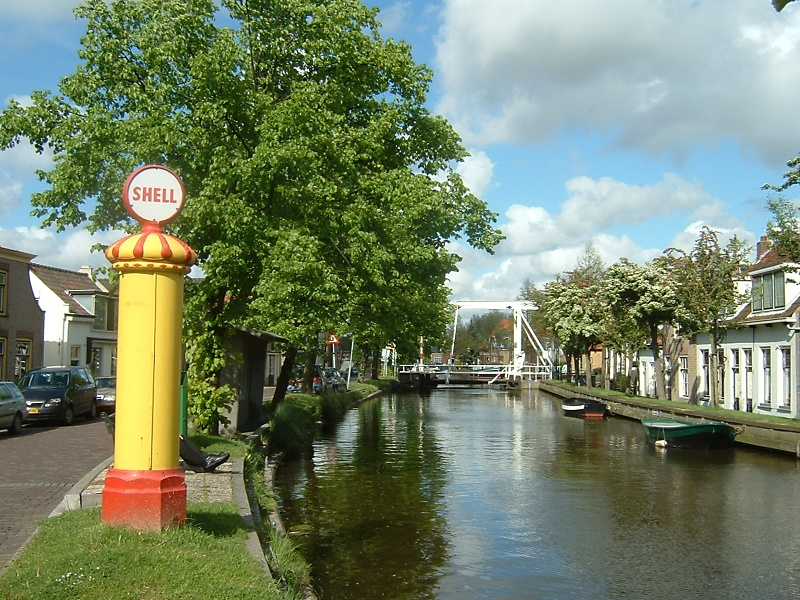
Pomp van de B.I.M. uit omstreeks 1930 voor gasolie van Shell voor schepen aan de Gaag in Schipluiden
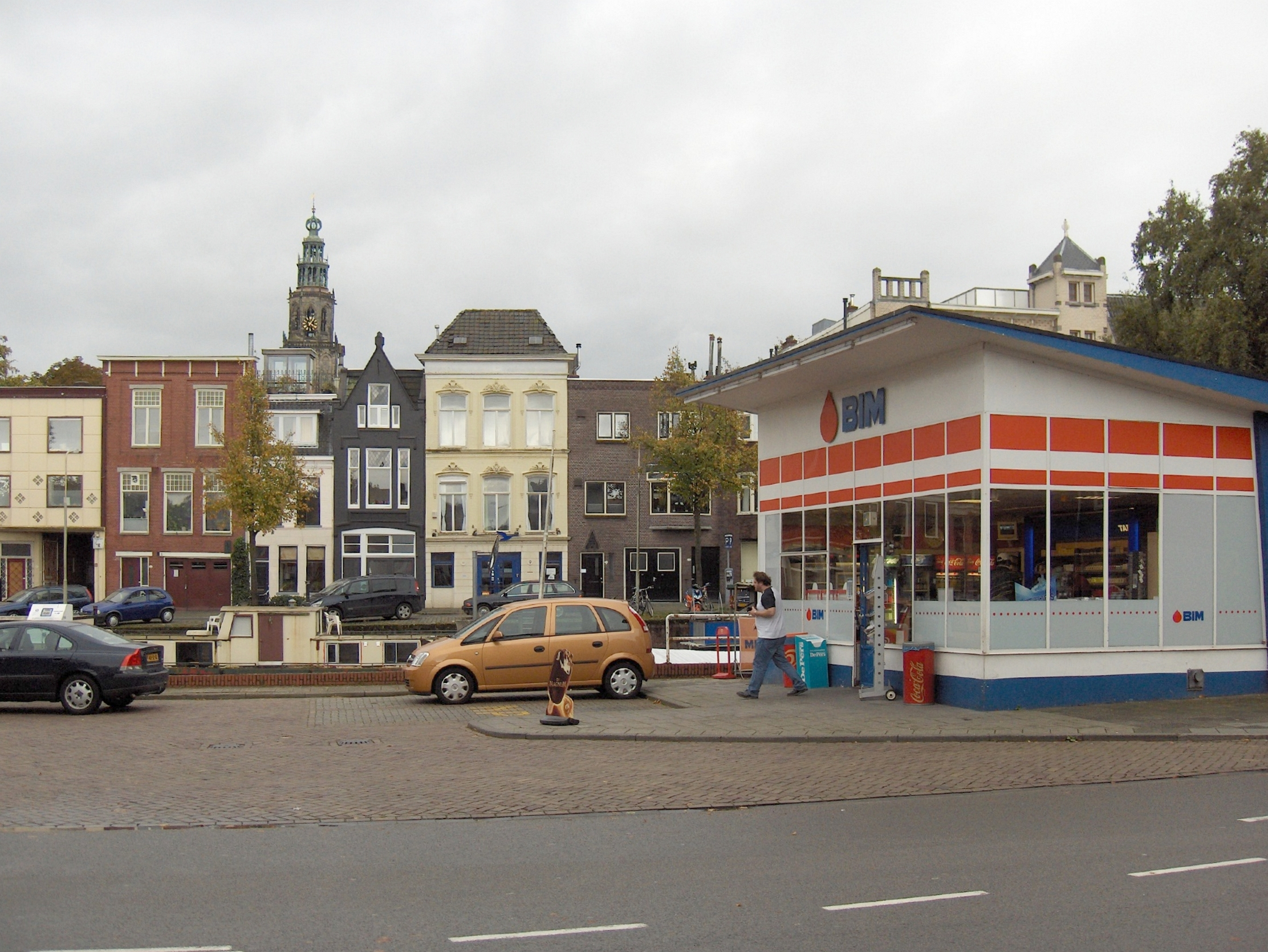
Tankstation aan de Turfsingel in Groningen in 2007, toen nog met de naam BIM